# Сухомел Георгій Йосипович
Георгій Йосипович Сухомел (30 серпня (11 вересня) 1888 — 16 липня 1966) — український вчений у галузі гідравліки і гідромеханіки, академік АН УРСР (з 1951).

## Життєпис
Народився Г. Й. Сухомел 11 вересня 1888 р. на чеському хуторі Голендри Бердичівського повіту Київської губернії (нині село Миколаївка Козятинського району Вінницької області).

### Навчання
У 1902 р. закінчив церковно-приходську двокласну школу в с. Миколаївка. У 1903 р. вступив на навчання до реального училища Святої Катерини в Києві. У 1906 р. його відраховують з училища за участь у гуртку, який вивчав революційну літературу.
У 1908 р. Г. Й. Сухомел екстерном складає екзамени в училищі і отримує диплом. Того ж року вступає на механічний факультет Київського політехнічного інституту Імператора Олександра ІІ.
У 1914 р. закінчує інститут та отримує диплом інженера-технолога за спеціальністю «гідромеханіка» та чин 10-го класу в разі його роботи на цивільній службі.
Протягом 1914—1916 рр. професорський стипендіат на кафедрі гідравліки та гідромеханічних машин Київського політехнічного інституту Імператора Олександра ІІ.

#### Педагогічна та наукова робота
Впродовж 1914—1949 рр. викладач, завідувач кафедри гідравліки, декан Механічного факультету Київського політехнічного інституту.
З 1915 р. до 1959 р. викладач, завідувач кафедри гідравліки і використання водної енергії в Київському сільськогосподарському гідротехнічному училищі (нині Національний університет водного господарства та природокористування).
Протягом 1927—1958 рр. старший науковий співробітник, завідувач відділу гідравліки, директор Науково-дослідний інститут водного господарства України (нині Інститут гідромеханіки НАН України.
9 вересня 1936 р. Г. Й. Сухомел здобув вчене звання кандидата технічних наук без захисту дисертації.
У 1948 р. у Київському політехнічному інституті захистив докторську дисертацію на тему: «Питання теорії нерівномірного руху рідин у відкритих руслах і спорудах». Великої уваги вчений приділяв проведенню науково-дослідної роботи у галузі гідравліки та створенню експериментальної бази. За його ініціативи та під його керівництвом у Києві збудували три гідравлічні лабораторії: у 1926—1932 рр. — у Київському меліоративному інституті, 1937—1939 рр. — в Київському політехнічному інституті та у 1938—1940 рр. в Інституті гідрології АН УРСР. Сухомел Г. Й. розвинув теорію рівномірного руху рідин з вільною поверхнею у відкритих водотоках, експериментально встановив і теоретично довів можливість двох форм руху води у відкритих річищах і гідротехнічних спорудах. Вивчав рух суден по річках та каналах; результати цих досліджень стали основою для розробки рекомендацій з безпечного плавання у відкритих фарватерах. Вирішив низку проблем інженерної гідравліки. Г. Й. Сухомел — автор понад 100 наукових праць.
Помер Г. Й. Сухомел 16 липня 1966 р. в Києві та похований на Байковому цвинтарі.

## Вшанування пам'яті вченого
У 1974 р. в Інституті архівознавства Національної бібліотеки України ім. В. І. Вернадського сформовано особовий фонд вченого за № 25.

## Основні наукові праці
- Сухомел Г. И. Питательные насосы. — Киев: Изд-во Киевского отделения Сахартреста. — 1926. — 30 с.
- Сухомел Г. Й. Гідравліка. — Київ: Вид-во Київського гідромеліоративного інституту. — 1927. — 384 с.
- Сухомел Г. Й. Гідравліка: підручник для інженерно-меліоративних інститутів. — Харків-Київ: Держсільгоспвидав, 1933. — 280 с.